# Gerngross (Adelsgeschlecht)
 Gerngross oder  Gerngroß (russisch Гернгросс) ist der Familienname eines deutschstämmigen livländischen Adelsgeschlechts, welches später zum Adel des Kaiserreich Russlands zählte.

## Geschichte
Die Familie von Gerngross hatte ihre Wurzeln in den Niederlanden und in Thüringen. Im 16. Jahrhundert waren Namensträger in Livland ansässig, so Johann Gerngross, der 1648 lutherischer Pastor in Lennewaden (Lielvārde) und um 1675–1684 in Luhde (heute Lugaži in Valka) war. Seine Nachkommen heirateten um 1688 zweifach in die Familie seines Nachfolgers David Reiniken (* 26. Februar 1661 Riga; † 4. April 1722) ein, und ein weiterer Gerngross war 1706 bis 1708 Vikar in Luhde.
Ein anderer Johann Gerngross wurde Colonel der schwedischen Armee (und ggf. schwedisch geadelt), und am Ende des 18. Jahrhunderts wurde Friedrich Johann von Gerngross (1739–1796) Herr einer Domäne im Gouvernement Polotsk und nahm als Rittmeister der russischen Armee von 1756–1759 am Siebenjährigen Krieg teil (1771 geadelt). Samuel von Gerngross (1738–1810) wurde 1797 im Adelsregister des Gouvernement Livland immatrikuliert. Dessen Sohn Renatus Samuel August von Gerngross (1775–1860, auch: Rodion Fiodorowitsch Gerngross ) brachte es bis zum Generalmajor in der Kaiserlich-russischen Armee. Sodann konvertierte die Familie von Gerngross vom Protestantismus zum russisch-orthodoxen Bekenntnis.

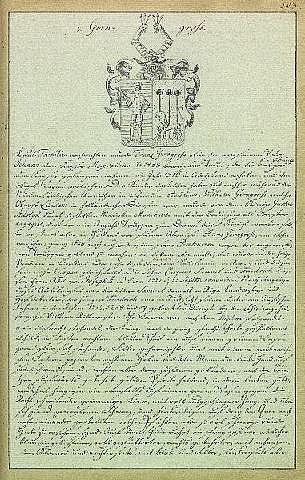
Wappen derer von Gerngross, Johann Christoph Brotze (um 1800)

Der Generalleutnant Alexander Gerngross war Direktor der Genietruppe (1855–1856); Nikolai Gerngross (1825–1900) war hoher Funktionär, der eine aktive Rolle beim Ausbau des Eisenbahnwesens spielte und schließlich Geheimrat und Senator wurde.
Die Familie Gerngross ist im VI. und II. Teil des genealogischen Buchs des Adels der Gouvernements Livland, Witebsk, St. Petersburg und Smolensk des Russischen Reiches aufgeführt.

## Wappen
Es handelt sich um ein sprechendes Wappen: Vorne in Blau ein silbern geharnischter Riese („Großer“), hinten in Gold zwischen 3 hohen roten Stangen mit Eisenhüten ein kleiner roter Löwe (der gern groß sein möchte).

## Namensträger (Filiation unsicher)
Älterer Schwedisch-Baltischer Zweig
- Johann Gerngross, Pastor zu Lennewaden 1643–1646
  - (?) Herbert Gerngross († 1689 Wolmar)
    - Anna Gertrud Gerngross († 1755) ⚭ um 1734 Henrik Johan von Reinecke, 1701 Leutnant im schwedischen Dragoner-Regiment des Gustav Ernst von Albedyll, lebt 1733, kinderlos

  - Johann Gerngross (* um 1650 Wenden), Pastor zu Walk nach 1675[3]
    - (?) Johann Gerngross (* um 1681 Riga), Vikar zu Walk 1706
    - (?) Helena Gerngross (* 1686 Riga, Tochter eines Pastors Johann Gerngross (* Kruthen; imm. Königsbg. 1657, † nach 1675)); ⚭ David von Reinken (* 26. Februar 1661 Riga) 1688 Pastor in Luhde (heute Lugaži in Walk)
    - Heinrich Gerngross († nach 1697) ⚭ Margaretha Elsing (Nachfahren siehe unten)
    - (?) Katharina Gerngross (* um 1680) ⚭ Justus III von Mensenkampff, Sohn v. Justus II von Mensenkampff (* 1628) und Helena Reinken († n. 1698)
    - (?) Alexander von Gerngross, Sergeant b. Oberst Eppingers Regiment in Brabant; 1701 Kornett Livländische Landdragoner-Eskadron; 1705 bis 14. Dezember 1706 Leutnant ebd.
    - (?) Rupert von Gerngross, Sergeant in Nieroths Livländischem Inf.-Regiment; Seconde-Fähnrich ebd. 1702; Kornett Livländisches Landdragoner-Regiment 1705 bis 14. Dezember 1706.
- Johan von Gerngross, Fähnrich in Cronströms Rgt. 1657; Leutnant ebd., Abschied 1660; Leutnant in Grothusens Rgt. 1660–1667; Kapitänlt. in Güntherbergs Rgt. 26. Dezember 1676, Abschied 1680; Volontär-Kapitänlt. in livländ. Armeen; gefangen am 27. August 1702 bei Marienburg, dann in Russland. Seine Frau, drei Söhne und drei Töchter wurden gefangen genommen und mit ihm nach Russland verbracht.[4]
  - Niklas Wilhelm von Gerngross (* 1678 Livland), Korporal in Skyttes Livländ. Inf.-Regiment 1695; Feldwebel in Nieroths Livländischem Inf.-Regiment; 1701 Kornett der Öselsschen Dragoner-Eskadron; gefangen 27. August 1702 bei Marienburg, kehrte 1722 heim nach Livland; ⚭ Anna Margareta von Spandekow, lebte als Witwe 1732 in Hoppenhoff
    - Catharina von Gerngross
    - Juliana Helena von Gerngross (* 1720 Marienburg); ⚭ Christer Gustaf von Brandt(en) auf Semershof (Mutter war eine von Glasenapp)

Auf Heinrich Gerngross († nach 1697) zurückgehender Baltisch-Russischer Zweig (Auswahl)
- Elisabeth Gerngross (* 1689 Riga)
- Caspar Gerngross (* April 1693 Riga; † um 1768); ⚭ (I) Elisabeth Menge, ⚭ (II) Hedwig Fellmann
  - aus I: Heinrich (Andrej Karpowitsch) Gerngroß (* 29. August 1724 in Riga)
  - Elisabeth Gerngross (* Dezember 1725 Riga); ⚭ Joachim Ernst Schröder von Treuleben
  - Caspar Gerngross (* August 1728 Riga)
  - Anna Helena Gerngross (* Februar 1734 Riga)
  - aus II: Samuel von Gerngross (* April 1738 Riga; † 1810 ebenda); ⚭ Catharina Elisabeth Knauer
  - Friedrich Johann (Fjodor Karpowitsch) von Gerngross (* November 1739 in Riga; † 1796), russischer Rittmeister 1756–1759, holsteinischer Major, russischer Hofrat (1771 geadelt); ⚭ Christina Jakobina, geb. von Glasenapp (sie verkauft 1828 als verwitwete (?) Hofratsgattin das Gut Bentenhof für 19.000 Silberrubel an Gustav Eduard von Richter)[5]
    - Andreï Fiodorowitsch (Heinrich) von Gerngross (* um 1770; ⚔ 1807 Friedland), Major, Kombattant in der Schlacht bei Preußisch Eylau.
    - Renatus Samuel August von Gerngross oder Rodion Fiodorowitsch Gerngross[6] (* 1775 Wittkop; † 1860 St. Petersburg), 1807 Oberst und Kommandeur des Mitauer Dragoner-Rgt., zeichnete sieh an der Donau aus (1810 Georgs-Ord. 4. Kl.), als Generalmajor und Chef d. Rgt. im Vaterländischen Krieg 1812/13 (Pour le Mérite; Georgs-O. 3. Kl.) und Teilnehmer der Feldzüge 1813–1814. Danach verabschiedet, lebte auf seinem Gut in Polnisch-Livland (Gouvernement Witebsk); ⚭ Anna von Bradke

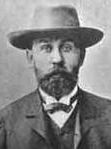
Rodion Fedorowitsch von Gerngross

      - Rodion Fedorowitsch von GerngrossTheodor Friedrich (Fjodor Rodionowitsch) von Gerngroß
        - Rodion Fedorowitsch von Gerngroß (* 1868 Witebsk; † 3. Oktober 1938 Saratow), um 1911 Juriskonsult der Bauerbank und der Adelsbank in St. Petersburg[7], Im März 1935 mit seiner Frau für 5 Jahre von Leningrad nach Saratow verbannt, wegen „antisowjetischer Hetze“ am 27. September 1938 verurteilt und am 3. Oktober erschossen.
          - Rodion Rodionowitsch Gerngroß (* 30. September 1896 in St. Petersburg)

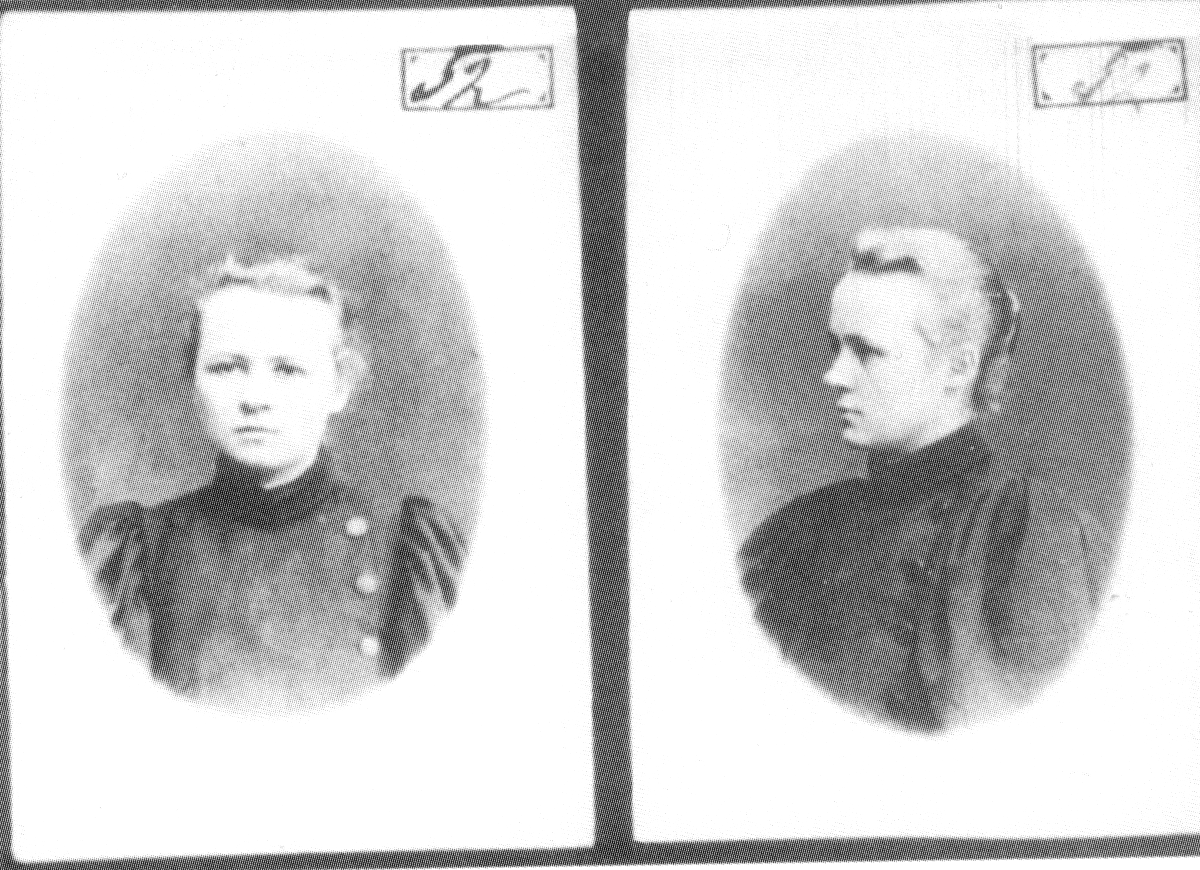
Zinaïda Fjodorowna Gerngross

        - Zinaïda Fjodorowna Gerngross(?) Zinaïda Fiodorovna Gerngross (verheiratet Joutchenko) (1872–nach 1917 in Belgien), Spionin der Moskauer Ochrana, dann des Polizeidepartements und des Außenministeriums.

      - Heinrich (Andrej Rodionovic) von Gerngroß (* um 1815), russischer Generalmajor, 1854 Bergchef der Altai-Berg- und Hüttenwerke, 1859–70 Mitglied des Bergrats[8]; ⚭ Jekaterina Osipowna Enko-Darovsky
        - Sofia Andrejovna Gerngroß (* 20. April 1844)
        - Alexandra Andrejovna Gerngroß (1846–1922); ⚭ Alexei Alexandrowitsch Tschelischtschew (1836–1894), russischer Generalleutnant[9]
        - Nikolai Gerngroß (* 30. Januar 1845; † 1893)
          - Wsewolod Nikolaïewitsch Gerngross (Pseudonym: Vsevolodski) (* 25. September 1882 Ukraine; † 26. Oktober 1962 Moskau), sowjetischer Schauspieler und Regisseur, Doktor der Künste

        - Rodion Andrejewitsch Gerngroß (* 2. April 1848 in Barnaul; † um 1910)
          - Michael Rodionowitsch Gerngroß (1877–1927)
            - Wladimir Michailowitsch Gerngroß[10]

        - Wladimir Andrejewitsch Gerngroß (* 18. April 1854), 3 Söhne, 2 Töchter
          - Zinaida Wladimirowna Gerngross

        - Anatoli Andrejewitsch Gerngroß (* 1. Januar 1856)

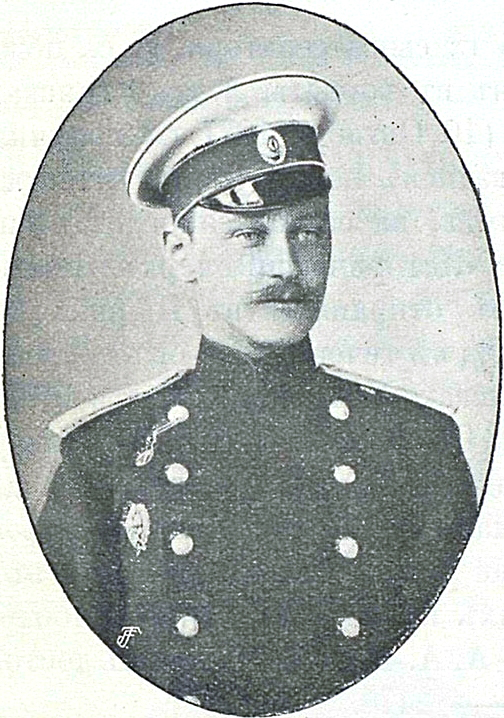
Eugen von Gerngross (1855–1912)

        - Eugen von Gerngross (1855–1912) Sergei Andrejewitsch Gerngroß (* 11. Oktober 1857 in Barnaul)

      - Alexander Rodionowitsch Gerngroß (1813–1904), Ingenieur der Genietruppe, Generalleutnant. 1855 Direktor des Berg- und Salzdepartement, 1862 Mitglied des Bergrats[11]
        - Eugen (Jewgeni Alexandrowitsch) Gerngross (1855–1912), Generalleutnant, Chef des Generalstabs der Kaiserlich-russischen Armee 1909 bis 1911, dann bis 1912 kommandierender General des VII. Armeekorps; ⚭ 26. August 1888[12] Véra Grigorievna Tchertkova (1868–1916; Ehrendame am russischen Zarenhof und Enkelin des Generals Nikolai Nikolajewitsch Murawjow), mit Nachkommen:
          - Sophie (1889–1968), Ehrendame am Zarenhof, verheiratete Benckendorff. Starb in der Emigration in London.
          - Eugen (Jewgeni Jewgeniwitsch Gerngross, * 16. Oktober 1890; † 26. Januar 1918), Stabshauptmann des Regiments Chevalier-Garde. Teilnehmer der Schlacht bei Kauschen, mehrere Auszeichnungen[13]. Von Bolschewiken in Kiew am 26. Januar 1918[14] erschossen[15]
          - Georg (1892–1937), Afrikanist[16] und Historiker. Nach der Revolution Referent im Volkskommissariat für Außenwirtschaft der UdSSR. Als „Konterrevolutionär und Spion“ am 10. Dezember 1937 im Butowo-Poligon des NKWD Моskau erschossen.[14] Am 1. Dezember 2001 post mortem rehabilitiert[17]; ⚭ 9. Juli 1917 Sira Аlexandrovna Timacheva (1896–?) in der Kirche St-Cosmas-und-Damien des Regiments der Sappeure der Garde.[18]
          - Véra (* 3. September 1893)

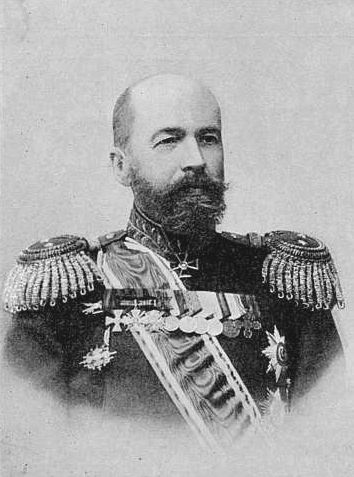
Alexander Alexejewitsch Gerngross (1851–1925)

    - Alexander Alexejewitsch Gerngross (1851–1925) Roman Friedrich (Roman Fedorowitsch) von Gerngroß (* 1776 in Polotzk; † August 1864 in Milavid), Oberst[19]; ⚭ Maria Baroneß von Asch (* 12. Januar 1796 in Sankt Petersburg; † März 1873 in Milavid/Witebsk), Tochter des Staatsrats und Gouverneurs Johann Casimir Baron von Asch († 1820 Smolensk, Neffe des Georg Thomas von Asch), und der Catharina Maria von Neidhardt
      - Wladimir Romanowitsch von Gerngroß (* 1818; † Februar 1878 in Malavid/Witebsk), um 1838 Institut für Verkehrswege, 1845 Arsenal Sankt Petersburg, zuletzt Oberstleutnant[20]
      - Alexander Romanowitsch von Gerngroß (1823–1877), Oberstleutnant, beim Chef des Fernmeldewesens der Feldarmee[21]
      - Alexei Romanowitsch von Gerngroß (1826–1871)
        - Alexei Alexandrowitsch Gerngross (* September 1849–?), Generalmajor (1878–1887), Kommandant einer Brigade der kaiserlich-russischen 36. Infanteriedivision[22]
        - Alexander Alexeiewitsch Gerngross (* August 1851 oder 1853; † 1925), russischer General, Teilnehmer am Russisch-Osmanischen Krieg (1877–1878), am Feldzug in China 1900–1901, Russisch-Japanischen Krieg und Ersten Weltkrieg.
        - Maria Alexejewna Gerngroß (* 1853 Witebsk); ⚭ Hermann Christoph Conrad von Krause (* 1860 in Rickensdorf)
        - Wladimir Alexejewitsch Gerngroß (* 1856), um 1900 General in Bessarabien[23]
          - Natalia Wladimirovna Gerngross (verheiratet Kodrjanskaïa) (1901–1983), Schriftstellerin, Autorin ihrer Mémoires und von Kinderbüchern, ab 1940 als US-Bürgerin Natalie Codray

        - Roman Alexejewitsch Gerngroß (* März 1871 Smolensk; † erschossen am 23. September 1937 in Moskau); ⚭ Anna Nikol. Azancheeva (1869–1942)

      - Roman Romanowitsch von Gerngroß (* 1830; † 1891), Oberst, bis 1881 Kommandant des 27. Vitebsk Infanterie-Reg.
        - Alexander Romanowitsch von Gerngroß (* 14. Juni 1874 Sankt Petersburg); ⚭ Lydia Smijewska (Zmievskaya, Змиевская)

    - Alexander Fjodorowitsch von Gerngross (* 1784; † um 1827); ⚭ Anna Nikolaewna Potemkin (* 1786; † September 1840)

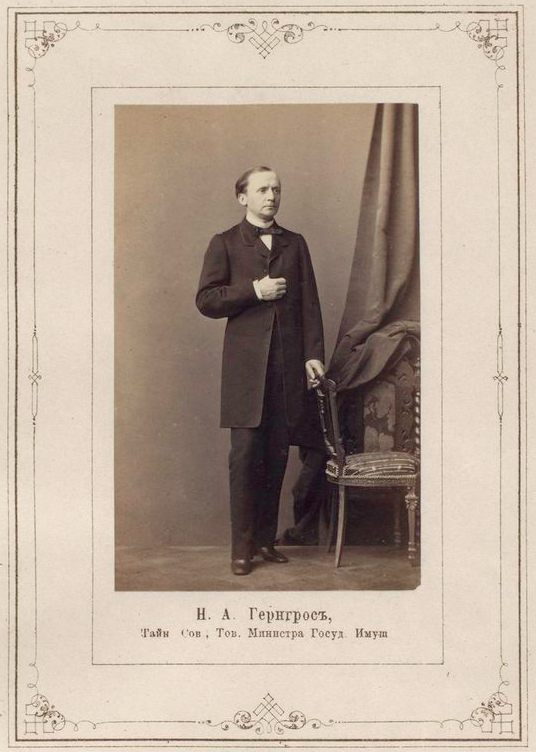
Nikolai von Gerngroß (1825–1900)

      - Nikolai von Gerngroß (1825–1900) Nikolai Alexandrowitsch von Gerngroß (* 4. Dezember 1825 Smolensk; † 8. Oktober 1900 Sankt Petersburg) Staatsmann und Funktionär des Eisenbahnwesens, Geheimrat (1883), Senator; ⚭ 1850 Marie Antonie von Behr (1826–1896)[24]

    - Аnna Fjodorowna von Gerngross (* 1794), verheiratete von Jüngling

  - Helena Elisabeth Gerngross (* 1740 in Riga)
  - Hedwig Elisabeth Gerngross (* 1743 in Riga)
  - Johann Wilhelm Gerngross (* 1747 in Riga)
  - Johann Adolph Gerngross (* Oktober 1751 in Riga)

Späterer Russischer Zweig (Filiation unklar)
- Boris Wladimirowitsch Gerngross (1878–1943), Generalmajor, 1918 Chef der Kavallerieschule von Elisavetgrad, Offizier der Weißen Armee in der Ukraine, ab Räumung der Krim 1920 Exil in Jugoslawien.[25]

## Güter
Gouvernement Estland

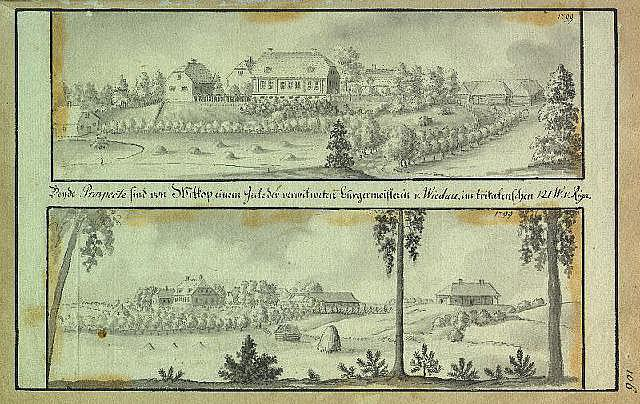
Gut Wittkop

- Bentenhof (heute: Pindi, Kreis Riga) (bis 1828)[5]

Gouvernement Livland
- Lodenhof (heute: Lode) (1792–1920, 1805 Fideikommiss)
- Teutschenbergen (heute: Vāckalni) ab Ende des 18. Jahrhunderts
- Wittkop (heute: Tiepole) ab 1765[26]
- Zirsten (heute: Cirsti, Kreis Wenden) ab Ende des 18. Jahrhunderts[27]